# 東京バタフライ
『東京バタフライ』（とうきょうバタフライ、Tokyo Butterfly）は、2020年9月11日公開の日本映画。

## 概要
シンガーソングライターの白波多カミン、『魔進戦隊キラメイジャー』の水石亜飛夢、小林竜樹、黒住尚生の4人が主演を務める。佐近圭太郎監督の初長編作品。

## あらすじ
ボーカルの安曇とギターの仁を中心に、ベースの修、ドラムの稔の4人で結成した人気大学生バンド「SCORE」。ライブ中にレコード会社の目に留まりメジャーデビューのオファーが舞い込んでくるが、安曇はささいな出来事をきっかけにメンバーと対立。その結果バンドは解散してしまう。
夢が破れた日から6年が経ち、28歳となった4人はそれぞれの生活を歩んでいたが、ふとしたきっかけで再会することになる。

## キャスト
- ボーカル・安曇 - 白波多カミン[2]
- ギター・仁 - 水石亜飛夢[2]
- ベース・修 - 小林竜樹[2]
- ドラム・稔 - 黒住尚生[2]
- 松浦祐也
- 尚玄
- 松本妃代
- 小野木里奈
- 浦彩恵子
- 熊野善啓
- 福島拓哉
- 松田真知子
- 今藤洋子
- 安藤広郎
- 兵藤小百合

## スタッフ
- 監督 - 佐近圭太郎
- 脚本 - 河口友美、佐近圭太郎
- 脚本協力 - 福島拓哉
- 主題歌 - 白波多カミン with Placebo Foxes「バタフライ」（日本コロムビア）
- 撮影 - 星潤哉
- 照明 - 平野礼
- 録音 - 大関奈緒
- 助監督 - 山之内優
- 制作担当 - 佐藤宏
- 美術協力 - 滝本淳志
- ヘアメイク - タカダヒカル
- スタイリスト - 中橋じゅん
- スチール - 北圃莉奈子
- 音楽 - 白波多カミン
- チーフプロデューサー - 和田丈嗣
- プロデューサー - 新井悠真
- ラインプロデューサー - 仙田麻子
- 配給 - スターダストピクチャーズ
- 制作 -  WIT STUDIO、Tokyo New Cinema
- 協力 - 町田市